# Coro de King's College (Cambridge)
El Coro de King's College, Cambridge (en inglés: Choir of King's College, Cambridge) es un coro infantil británico creado por el rey Enrique VI, que fundó el King's College, Cambridge en 1441 para ofrecer cantos todos los días en su capilla. El coro es heredero de la tradición coral británica.
En la actualidad el coro está dirigido por Stephen Cleobury. Gran parte de su fama viene por el festival Nine Lessons and Carols, que es transmitido en todo el mundo a millones de personas cada año en la víspera de Navidad, y la televisión también ofrece los villancicos del coro. El coro encarga un villancico a un compositor contemporáneo para el festival de cada año. 

## Membresía
Los estatutos del colegio establecen dieciséis cantores. Se trata de niños que reciben educación en King's College School. Desde principios del siglo XX catorce estudiantes universitarios también han cantado en el coro como estudiantes de coral. Los antiguos miembros del coro (incluyendo directores de música y estudiantes de órgano) pueden unirse a la Asociación del King's College Choir.

## Interpretaciones y grabaciones
El coro de King's College mantiene una apretada agenda de giras y grabaciones, además de las interpretaciones que realiza en la capilla de King's College, en Cambridge. En los últimos años, el coro ha hecho giras por toda Europa, Estados Unidos, Sudamérica, Australia y Asia. El coro actúa regularmente en el Reino Unido, dando conciertos en los principales auditorios de Londres, así como en numerosos festivales por todo el país. En 2013 cantó en la recepción de Pascua del primer ministro celebrada en el n.º 10 de Downing Street.
Asimismo actúa con orquestas sinfónicas, como la Orquesta Sinfónica de la BBC en los BBC Proms en 2005 y 2009, la Orquesta Sinfónica de Londres, y celebra un concierto anual en Navidad con la Orquesta Philharmonia en el Royal Albert Hall.
El coro de King's College, Cambridge ha grabado más de 100 álbumes, en los sellos EMI y Decca, y en 2013 creó un sello discográfico propio que lleva su mismo nombre. En este sello ha editado Nine Lessons and Carols, con una selección musical de su servicio de Nochebuena, el Réquiem de Mozart: Realisations, que incluye el Réquiem de Mozart, así como movimientos completos realizados por otros compositores, y San Nicolás de Britten.
El coro también ha comenzado a realizar grabaciones disponibles de sus servicios corales. Estas pueden ser escuchadas desde el sitio web del coro.

### Giras
El coro hace giras por todo el mundo. Generalmente incluye recorridos más largos en verano y Navidad, y estancias más cortas durante el resto del año.
- 1982 - Japón
- 1983 - Australia y Nueva Zelanda
- 1984 - Bélgica, Holanda, Alemania Occidental
- 1985 - EE. UU. y Canadá
- 1986 - Finlandia, Alemania (Este y Oeste)
- 1987 - Japón
- 1988 - España y EE. UU.
- 1989 - Australia y Nueva Zelanda
- 1990 - Italia, Suiza, Francia
- 1991 - EE. UU.
- 1992 - Francia
- 1993 - Países Bajos y Australia
- 1994 - Países Bajos, Italia, Bélgica, España, Francia
- 1995 - Bermudas, EE. UU., Alemania, Bélgica, Francia, Países Bajos
- 1996 - Dinamarca y Sudáfrica
- 1997 - Barbados, EE. UU. y Canadá
- Verano de 1998 - Hong Kong y Australia
- Enero de 2000 - Bermuda
- Abril de 2000 - Francia (París)
- Julio-agosto de 2000 - Lejano Oriente (Hong Kong, Macao, Taipéi, Tokio) y los EE. UU.
- Junio de 2001 - Holanda (Haarlem)
- Septiembre de 2001 - Bélgica
- Diciembre de 2001 - Francia (París)
- Abril de 2001 - Grecia (Atenas, Tesalónica)
- Julio-agosto de 2001 - Australia
- Verano de 2002 - Bélgica
- Verano de 2003 - Alemania
- 12 2003 - Países Bajos
- Verano de 2004 - Hong Kong
- Diciembre de 2004 - EE. UU.
- Julio de 2005 - Alemania
- Septiembre de 2005 - Italia (Turín) y Bélgica
- Diciembre 2005 - Suiza, Países Bajos
- Enero 2006 - Italia (Génova, Florencia y Perugia)
- Mayo 2006 - Alemania (Stuttgart)
- Septiembre 2006 - Suecia (Gotemburgo)
- Diciembre 2006 - Lejano Oriente (Corea y Singapur)
- Junio 2007 - Turquía (Festival de Estambul)
- Agosto 2007 - Estonia, Letonia, Lituania y Finlandia
- Septiembre 2007 - Francia (Ambronay) y Alemania (Bonn)
- Diciembre 2007 - Brasil (São Paulo)
- Abril 2008 - EE. UU. (Nueva York, Chicago, San Luis, Baltimore, Dallas, St. Paul / Minneapolis, Cincinnati, Westport CT, Ann Arbor MI)
- Septiembre 2008 - Italia (Festival de Stresa) y Bélgica (Festival Gent)
- Noviembre 2008 - Portugal (Oporto)
- Diciembre 2008 - Italia (Roma) y Países Bajos (Ámsterdam y Eindhoven)
- Julio 2009 - Singapur, China (Hong Kong) y China / Taiwán (Taipéi)
- Julio 2011 - Corea del Sur (Seúl) y China (Pekín y Shanghái)
- Julio 2013 - Corea del Sur (Seúl), China (Pekín y Hong Kong) y Singapur
- Verano 2014 - Australia (Sídney, Melbourne, Perth, Brisbane, Canberra, Adelaida)

### Discografía
Grabaciones con el sello discográfico propio del coro, King's College, Cambridge:
- 2013 – Britten': San Nicolás (con Britten Sinfonia)
- 2013 – Mozart: Réquiem: Realisations (con Academy of Ancient Music)
- 2012 – Nine Lessons and Carols

Grabaciones con el sello discográfico EMI Classics:
- 2008 – Christmas at King's
- 2007 – I Heard a Voice - Music of the Golden Age
- 2006 – Brahms: Un réquiem alemán
- 2006 – Purcell: Music for Queen Mary
- 2005 – On Christmas Day
- 2005 – Gregorian Chant
- 2005 – Rutter': Gloria
- 2005 – Heavenly Voices
- 2004 – Rajmáninov: Liturgy of St John Chrysostom
- 2002 – Vivaldi: Gloria, Magnificat, Dixit Dominus
- 2001 – Handel: Coronation Anthems
- 2001 – Best Loved Hymns
- 2000 – Bach: Magnificat
- 1999 – Rajmáninov: Las vísperas
- 1998 – Rutter: Requiem

## Directores musicales
El coro es dirigido por el director de música un miembro del Colegio.
- 1606-1619?: John Tomkins
- 1622-1623: Matthew Barton
- 1624-1626: Giles Tomkins
- 1627-1670: Henry Loosemore
- 1670-1726: Thomas Tudway
- 1726-1742: Robert Fuller
- 1742-1799: John Randall
- 1799-1855: John Henry Pratt
- 1855-1876: William Amps
- 1876-1929: Arthur Henry Mann
- 1929-1957: Boris Ord
- 1940-1945: Harold Darke (sustituto de Boris Ord durante la Segunda Guerra Mundial)
- 1957-1973: David Willcocks
- 1974-1982: Philip Ledger
- 1982-presente: Stephen Cleobury

## Estudiantes de coral
Los catorce estudiantes de coral son estudiantes masculinos (por lo general universitarios) del colegio. Estos estudiantes deben cumplir los requerimientos generales para entrar al colegio, además de pasar las pruebas corales para unirse al coro.
A dos de los estudiantes de coral se les asigna del rol de Beater, como senior y sunior (tradicionalmente el estudiante senior y su sucesor pre-elegido); estos dos suelen ser responsables de la dirección del Collegium Regale. Estos dos estudiantes normalmente dirigen desde la platea (beat) los salmos, y a menudo el introito, durante el servicio, incluso cuando el director de música está presente.
Muy de vez en cuando, un empleado laico (lay clerk) puede ser nombrado en lugar de uno de los estudiantes de coral, normalmente si surge una vacante de forma inesperada: por ejemplo, cuando un estudiante, habiendo obtenido una plaza condicional en el colegio no cumple las condiciones. Los lay clerks tienen, a todos los efectos, el mismo estatus que un estudiante de coral. Los escasos lay clerks que han existido (desde el establecimiento de los estudiantes de coral) a menudo han sido estudiantes de coral que aceptan permanecer durante un año adicional.
Los estudiantes de coral forman, en su tiempo libre, una agrupación aparte, The King's Men, en la que cantan una amplia gama de música escrita para voces masculinas, desde música antigua hasta arreglos de tipo barbershop (muchos de estos últimos han sido escritos de forma exclusiva para este grupo de actuales y antiguos estudiantes de coral).

### Grupos generados a partir de los estudiantes de coro

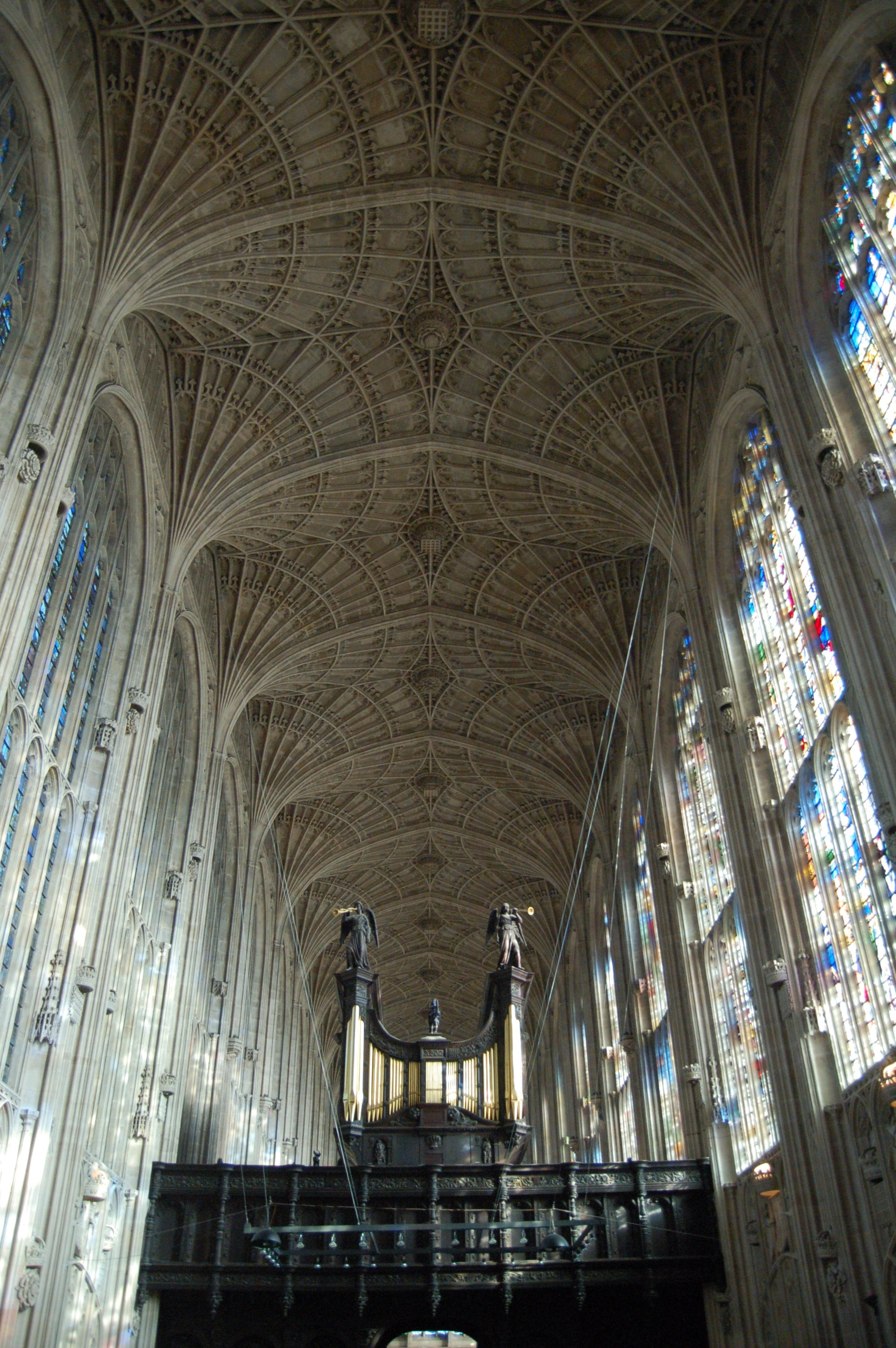
Bóveda de abanico de la capilla del King's College

Various singing groups have been spawned from groups of Choral Scholars:
- The King's Men, anteriormente conocido como Collegium Regale, integrado por los actuales estudiantes de coral.
- The King's Singers (1968-presente)
- The Scholars (1968-2010) y The Scholars Baroque Ensemble
- Pange Lingua, dirigido por Berty Rice (1990s)
- Polyphony (1986-presente)

### Antiguos miembros notables
- Ralph Allwood - Exmaestro de capilla y director de música, Eton College
- Juan Carol Case - Barítono
- Clive Carey - Barítono y compositor
- Michael Chance - Contratenor
- Sir Andrew Davis - Director
- Richard Farnes - Director de música, Opera North
- Gerald Finley - Barítono
- Edward Gardner - Director de música, Ópera Nacional Inglesa
- Orlando Gibbons - Compositor
- James Gilchrist - Tenor
- David Goode - Organista
- Timoteo Gowers - Matemático
- Andrew Kennedy - Tenor
- Stephen Layton - Director, director de polifonía
- Tim Mead - Contratenor
- Marcar Padmore - Tenor
- Simon Preston - organista y director
- Christopher Purves - Bajo-barítono
- Mark Stone - Barítono
- Robert Tear - Tenor
- Thomas Trotter - Organista
- Stephen Varcoe - Bajo-barítono
- Sir David Willcocks - Director
- Bob Chilcott - Compositor
- Timothy Brown - Director
- Robert Quinney - Organista

## Estudiantes de órgano
El órgano es tocado por dos estudiantes de órgano, que al igual que los estudiantes de coro, son alumnos (por lo general universitarios) en el colegio. Una beca de órgano Se concede una beca de órgano si es necesario para asegurar que siempre haya dos organistas universitarios en el colegio - un nuevo estudiante es nombrado para incorporarse cuando el anterior se gradúa. 
Si el director de música no está presente por cualquier razón, un estudiante de órgano se encarga de dirigir al coro.